# Ginnastica ai Giochi della XXXII Olimpiade
Nel programma della ginnastica ai Giochi della XXXII Olimpiade sono comprese gare di ginnastica artistica, ritmica e trampolino elastico. Tutti gli eventi si sono svolti all'Ariake Gymnastics Centre tra il 24 luglio e l'8 agosto 2021.

## Qualificazioni
Il percorso di qualificazione in occasione dei Giochi olimpici del 2020 è stato notevolmente modificato rispetto all'edizione precedente. Le squadre per gli eventi maschili e femminili di ginnastica artistica hanno visto ridurre il numero di membri per squadra da cinque a quattro e sono state rese disponibili ulteriori allocazioni per un massimo di due specialisti per nazione. Le modalità per ottenere questi due posti erano i Campionati continentali, la Coppa del mondo all-around e la Coppa del mondo ad attrezzo.

## Calendario
| Ginnastica ai Giochi della XXXII Olimpiade | Ginnastica ai Giochi della XXXII Olimpiade | Ginnastica ai Giochi della XXXII Olimpiade | Ginnastica ai Giochi della XXXII Olimpiade | Ginnastica ai Giochi della XXXII Olimpiade | Ginnastica ai Giochi della XXXII Olimpiade | Ginnastica ai Giochi della XXXII Olimpiade | Ginnastica ai Giochi della XXXII Olimpiade | Ginnastica ai Giochi della XXXII Olimpiade | Ginnastica ai Giochi della XXXII Olimpiade | Ginnastica ai Giochi della XXXII Olimpiade | Ginnastica ai Giochi della XXXII Olimpiade | Ginnastica ai Giochi della XXXII Olimpiade | Ginnastica ai Giochi della XXXII Olimpiade | Ginnastica ai Giochi della XXXII Olimpiade | Ginnastica ai Giochi della XXXII Olimpiade | Ginnastica ai Giochi della XXXII Olimpiade | Ginnastica ai Giochi della XXXII Olimpiade | Ginnastica ai Giochi della XXXII Olimpiade |
| Data                                       | Data                                       | Luglio 2021                                | Luglio 2021                                | Luglio 2021                                | Luglio 2021                                | Luglio 2021                                | Luglio 2021                                | Luglio 2021                                | Luglio 2021                                | Agosto 2021                                | Agosto 2021                                | Agosto 2021                                | Agosto 2021                                | Agosto 2021                                | Agosto 2021                                | Agosto 2021                                | Agosto 2021                                | Totale                                     |
| Data                                       | Data                                       | 24                                         | 25                                         | 26                                         | 27                                         | 28                                         | 29                                         | 30                                         | 31                                         | 1                                          | 2                                          | 3                                          | 4                                          | 5                                          | 6                                          | 7                                          | 8                                          | Totale                                     |
| ------------------------------------------ | ------------------------------------------ | ------------------------------------------ | ------------------------------------------ | ------------------------------------------ | ------------------------------------------ | ------------------------------------------ | ------------------------------------------ | ------------------------------------------ | ------------------------------------------ | ------------------------------------------ | ------------------------------------------ | ------------------------------------------ | ------------------------------------------ | ------------------------------------------ | ------------------------------------------ | ------------------------------------------ | ------------------------------------------ | ------------------------------------------ |
|                                            | Uomini                                     | Q                                          |                                            | squadra                                    |                                            | individuale                                |                                            |                                            |                                            | corpo libero cavallo                       | anelli volteggio                           | parallele sbarra                           |                                            |                                            |                                            |                                            |                                            | 8                                          |
| Donne                                      |                                            | Q                                          |                                            | squadra                                    |                                            | individuale                                |                                            |                                            | volteggio parallele                        | corpo libero                               | trave                                      |                                            |                                            |                                            |                                            |                                            | 6                                          |                                            |
|                                            | Donne                                      |                                            |                                            |                                            |                                            |                                            |                                            |                                            |                                            |                                            |                                            |                                            |                                            |                                            |                                            | Q                                          | individuale                                | 1                                          |
|                                            | Donne                                      |                                            |                                            |                                            |                                            |                                            |                                            |                                            |                                            |                                            |                                            |                                            |                                            | Q                                          | squadra                                    |                                            | 1                                          |                                            |
|                                            | Uomini                                     |                                            |                                            |                                            |                                            |                                            |                                            |                                            | individuale                                |                                            |                                            |                                            |                                            |                                            |                                            |                                            |                                            | 1                                          |
| Donne                                      |                                            |                                            |                                            |                                            |                                            |                                            | individuale                                |                                            |                                            |                                            |                                            |                                            |                                            |                                            |                                            |                                            | 1                                          |                                            |
| Totale                                     | Totale                                     |                                            |                                            | 1                                          | 1                                          | 1                                          | 1                                          | 1                                          | 1                                          | 4                                          | 3                                          | 3                                          |                                            |                                            |                                            | 1                                          | 1                                          | 18                                         |

|  | Qualificazioni |  | Finali |

## Podi

### Uomini
| Evento                           | Oro                                                                 | Punti   | Argento                                                              | Punti   | Bronzo                                             | Punti   |
| Ginnastica artistica             |                                                                     |         |                                                                      |         |                                                    |         |
| Concorso a squadre (dettagli)    | ROC Denis Abljazin David Beljavskij Artur Dalalojan Nikita Nagornyj | 262 500 | Giappone Daiki Hashimoto Kazuma Kaya Takeru Kitazono Wataru Tanigawa | 262 397 | Cina Lin Chaopan Sun Wei Xiao Ruoteng Zou Jingyuan | 261 894 |
| Concorso individuale (dettagli)  | Daiki Hashimoto                                                     | 88 465  | Xiao Ruoteng                                                         | 88 065  | Nikita Nagornyj                                    | 88 031  |
| Corpo libero (dettagli)          | Artem Dolgopyat                                                     | 14 933  | Rayderley Zapata                                                     | 14 933  | Xiao Ruoteng                                       | 14 766  |
| Cavallo con maniglie (dettagli)  | Max Whitlock                                                        | 15 583  | Lee Chih-kai                                                         | 15 400  | Kazuma Kaya                                        | 14 900  |
| Anelli (dettagli)                | Liu Yang                                                            | 15 500  | You Hao                                                              | 15 300  | Eleutherios Petrounias                             | 15 200  |
| Volteggio (dettagli)             | Shin Jea-hwan                                                       | 14 783  | Denis Abljazin                                                       | 14 783  | Artur Davtjan                                      | 14 733  |
| Parallele simmetriche (dettagli) | Zou Jingyuan                                                        | 16 233  | Lukas Dauser                                                         | 15 700  | Ferhat Arıcan                                      | 15 633  |
| Sbarra (dettagli)                | Daiki Hashimoto                                                     | 15 066  | Tin Srbić                                                            | 14 900  | Nikita Nagornyj                                    | 14 533  |
| Trampolino elastico              |                                                                     |         |                                                                      |         |                                                    |         |
| Individuale (dettagli)           | Ivan Litvinovich                                                    | 61 715  | Dong Dong                                                            | 61 235  | Dylan Schmidt                                      | 60 675  |

### Donne
| Evento                            | Oro                                                                                      | Punti   | Argento                                                                                          | Punti   | Bronzo                                                                                        | Punti   |
| Ginnastica artistica              |                                                                                          |         |                                                                                                  |         |                                                                                               |         |
| Concorso a squadre (dettagli)     | ROC Lilija Achaimova Viktorija Listunova Angelina Mel'nikova Vladislava Urazova          | 169 528 | Stati Uniti Simone Biles Jordan Chiles Sunisa Lee Grace McCallum                                 | 166 096 | Gran Bretagna Jennifer Gadirova Jessica Gadirova Alice Kinsella Amelie Morgan                 | 164 096 |
| Concorso individuale (dettagli)   | Sunisa Lee                                                                               | 57 433  | Rebeca Andrade                                                                                   | 57 298  | Angelina Mel'nikova                                                                           | 57 199  |
| Volteggio (dettagli)              | Rebeca Andrade                                                                           | 15 083  | Mykayla Skinner                                                                                  | 14 916  | Yeo Seo-jeong                                                                                 | 14 733  |
| Parallele asimmetriche (dettagli) | Nina Derwael                                                                             | 15 200  | Anastasija Il'jankova                                                                            | 14 833  | Sunisa Lee                                                                                    | 14 500  |
| Trave (dettagli)                  | Guan Chenchen                                                                            | 14 633  | Tang Xijing                                                                                      | 14 233  | Simone Biles                                                                                  | 14 000  |
| Corpo libero (dettagli)           | Jade Carey                                                                               | 14 366  | Vanessa Ferrari                                                                                  | 14 200  | Mai Murakami Angelina Mel'nikova                                                              | 14 166  |
| Ginnastica ritmica                |                                                                                          |         |                                                                                                  |         |                                                                                               |         |
| Individuale (dettagli)            | Linoy Ashram                                                                             | 107 800 | Dina Averina                                                                                     | 107 650 | Alina Harnas'ko                                                                               | 102 700 |
| A squadre (dettagli)              | Bulgaria Simona Djankova Stefani Kirjakova Madlen Radukanova Laura Traets Erika Zafirova | 92 100  | ROC Anastasija Bliznjuk Anastasija Maksimova Angelina Škatova Anastasija Tatareva Alisa Tiščenko | 90 700  | Italia Martina Centofanti Agnese Duranti Alessia Maurelli Daniela Mogurean Martina Santandrea | 87 700  |
| Trampolino elastico               |                                                                                          |         |                                                                                                  |         |                                                                                               |         |
| Individuale (dettagli)            | Zhu Xueying                                                                              | 56 635  | Liu Lingling                                                                                     | 56 350  | Bryony Page                                                                                   | 55 735  |

## Medagliere
| Pos.   | Paese         | Oro | Argento | Bronzo | Totale |
| ------ | ------------- | --- | ------- | ------ | ------ |
| 1      | Cina          | 4   | 5       | 2      | 11     |
| 2      | ROC           | 2   | 4       | 4      | 10     |
| 3      | Stati Uniti   | 2   | 2       | 2      | 6      |
| 4      | Giappone      | 2   | 1       | 2      | 5      |
| 5      | Israele       | 2   | 0       | 0      | 2      |
| 6      | Brasile       | 1   | 1       | 0      | 2      |
| 7      | Gran Bretagna | 1   | 0       | 2      | 3      |
| 8      | Bielorussia   | 1   | 0       | 1      | 2      |
| 8      | Corea del Sud | 1   | 0       | 1      | 2      |
| 10     | Belgio        | 1   | 0       | 0      | 1      |
| 10     | Bulgaria      | 1   | 0       | 0      | 1      |
| 12     | Italia        | 0   | 1       | 1      | 2      |
| 13     | Croazia       | 0   | 1       | 0      | 1      |
| 13     | Germania      | 0   | 1       | 0      | 1      |
| 13     | Spagna        | 0   | 1       | 0      | 1      |
| 13     | Taipei cinese | 0   | 1       | 0      | 1      |
| 17     | Armenia       | 0   | 0       | 1      | 1      |
| 17     | Grecia        | 0   | 0       | 1      | 1      |
| 17     | Nuova Zelanda | 0   | 0       | 1      | 1      |
| 17     | Turchia       | 0   | 0       | 1      | 1      |
| Totale | Totale        | 18  | 18      | 19     | 55     |